# Magyarország az 1992-es junior atlétikai világbajnokságon
Magyarország a dél-koreai Szöulban megrendezett 1992-es junior atlétikai világbajnokság egyik részt vevő nemzete volt, 14 sportolóval képviseltette magát.

## Eredmények

### Férfi
| Versenyző       | Versenyszám     | Előfutam | Előfutam | Elődöntő | Elődöntő | Döntő    | Döntő    |
| Versenyző       | Versenyszám     | Idő      | Hely.    | Idő      | Hely.    | Idő      | Helyezés |
| --------------- | --------------- | -------- | -------- | -------- | -------- | -------- | -------- |
| Kiss László     | 100 m           | 10,73    | 4.       | 10,74    | 6.       | kiesett  | kiesett  |
| Kiss László     | 200 m           | 21,11    | 1.       | 20,94    | 1.       | 21,05    | 5.       |
| Tölgyesi Balázs | 1500 m          | 3:48,73  | 10.      |          |          | kiesett  | kiesett  |
| Bédi Tibor      | 110 m gát       | 14,35    | 2.       | 14,42    | 4.       | 14,43    | 7.       |
| Breznai Béla    | 10 km gyaloglás |          |          |          |          | 43:33,87 | 11.      |

| Versenyző       | Versenyszám   | Selejtező | Selejtező | Döntő    | Döntő    |
| Versenyző       | Versenyszám   | Eredmény  | Hely.     | Eredmény | Helyezés |
| --------------- | ------------- | --------- | --------- | -------- | -------- |
| Kovács Ákos     | Rúdugrás      | 4,70 m    | 9.        | kiesett  | kiesett  |
| Makó György     | Távolugrás    | 7,75 m    | 1.        | 7,68 m   | 4.       |
| Horváth Norbert | Kalapácsvetés |           |           | 63,96 m  | 10.      |
| Annus Adrián    | Kalapácsvetés |           |           | 63,18 m  | 11.      |
| Szabó Károly    | Gerelyhajítás | 62,40 m   | 8,        | kiesett  | kiesett  |

### Női
| Versenyző        | Versenyszám | Előfutam | Előfutam | Elődöntő | Elődöntő | Döntő    | Döntő    |
| Versenyző        | Versenyszám | Idő      | Hely.    | Idő      | Hely.    | Idő      | Helyezés |
| ---------------- | ----------- | -------- | -------- | -------- | -------- | -------- | -------- |
| Tóth Mónika      | 3000 m      | 9:17,05  | 7.       |          |          | 9:20,83  | 12.      |
| Pásztor Kornélia | 10 000 m    |          |          |          |          | 37:25,13 | 20.      |

| Versenyző        | Versenyszám   | Selejtező | Selejtező | Döntő    | Döntő    |
| Versenyző        | Versenyszám   | Eredmény  | Hely.     | Eredmény | Helyezés |
| ---------------- | ------------- | --------- | --------- | -------- | -------- |
| Fazekas Erzsébet | Diszkoszvetés | 46,38 m   | 8.        | kiesett  | kiesett  |
| Presinger Ágnes  | Gerelyhajítás | 51,48 m   | 6.        | 48,94 m  | 13.      |

| Versenyző    | Versenyszám | 100 m gát | Magasugrás | Súlylökés | 200 m | Távolugrás | Gerelyhajítás | 800 m   | Végeredmény | Végeredmény |
| Versenyző    | Versenyszám | Idő       | Eredmény   | Eredmény  | Idő   | Eredmény   | Eredmény      | Idő     | Pont        | Helyezés    |
| ------------ | ----------- | --------- | ---------- | --------- | ----- | ---------- | ------------- | ------- | ----------- | ----------- |
| Ináncsi Vera | Hétpróba    | 15,12     | 1,77 m     | 12,09 m   | 26,56 | 5,85 m     | 44,72 m       | 2:23,45 | 5522        | 5.          |